# 카친양털박쥐
카친양털박쥐(Kerivoula kachinensis)는 애기박쥐과에 속하는 박쥐의 일종이다. 라오스와 미얀마, 태국, 베트남에서 발견된다. 자연 서식지는 탈락성 숲과 상록수 숲 모두이다. 몸길이가 작은 박쥐로 앞팔의 길이는 41~43cm, 꼬리 길이는 56~61cm, 귀 길이는 14~16cm이고 몸무게는 최대 9.1g 정도이다.